# La Bande à Bonnot (Rey)
Pour les articles homonymes, voir Bande à Bonnot (homonymie) et Bonnot.
La Bande à Bonnot est une pièce de théâtre d'Henri-François Rey créée le 17 décembre 1954 au théâtre du Quartier latin.
Cette pièce raconte, sur le mode burlesque, l'épopée de la bande à Bonnot. Le metteur en scène, Michel de Ré, s'attache le concours de Boris Vian pour la création du texte d'une vingtaine de chansons. Boris Vian s'acquitte de cette tâche en une semaine écrivant des titres comme La Java des chaussettes à clous, Les Joyeux Bouchers de la Villette ou La Complainte de Bonnot (voir liste des chansons de La Bande à Bonnot). Ces titres sont mis en musique par Boris Vian et Jimmy Walter.
La pièce est diversement accueillie. Certains sont sensibles à son humour, d'autres souhaitent qu'elle soit interdite. Le spectacle s'arrête assez vite.
Puis en 1971, Pierre Vielhescaze remonte la pièce au théâtre de l'Ouest parisien,.
En 1975, Jacques Canetti sort un disque contenant une douzaine des chansons de la pièce (tout en évitant celles qui ont déjà eu une carrière autonome comme Les Joyeux Bouchers) mises en musique et arrangées par Louis Bessières,. Ce disque fut repris en 2002 sur CD et en 2015 de nouveau sur LP.